# 真宗木邊派
真宗木邊派（しんしゅうきべは）是以滋賀縣野洲市的錦織寺作為本山的淨土真宗之一派。末寺數約200寺。

## 本尊
- 阿彌陀如來

## 歷史
真宗十派之中，多屬於高田門徒的系統，木邊派是唯一屬於橫曾根門徒的系統。明治9年（1876年），派名由錦織寺派改成木邊派。

## 本山
- 錦織寺（滋賀縣野洲市）

## 外部連結
- 真宗木邊派